# Campylomyza mucoris
Campylomyza mucoris är en tvåvingeart som först beskrevs av Jean-Jacques Kieffer 1913.  Campylomyza mucoris ingår i släktet Campylomyza och familjen gallmyggor.
Artens utbredningsområde är Frankrike. Inga underarter finns listade i Catalogue of Life.